# 科莱托佩蒂卡拉
科莱托佩蒂卡拉（義大利語：Corleto Perticara），是意大利波坦察省的一个市镇。总面积88.98平方公里，人口2670人，人口密度30.0人/平方公里（2009年）。ISTAT代码为076029。